# ويليام سبينس بيتر
ويليام سبينس بيتر (بالإنجليزية: William Spence Peter)‏ هو فلاح أسترالي ونيوزلندي، ولد في 1818، وتوفي في 23 مايو 1891.